# Boophis lichenoides
Boophis lichenoides Vallan, Glaw, Andreone & Cadle, 1998 è una rana della famiglia Mantellidae, endemica del Madagascar.

## Distribuzione e habitat
L'areale di questa specie è relativamente ampio e si estende lungo la fascia di foreste pluviali del Madagascar orientale.